# Erik Brandt (målare)
Erik Brandt, född 17 mars 1897 i Kristiania (Oslo), död 16 mars 1947 i Oslo, var en norsk målare och grafiker. Efter studentexamen 1914 studerade han 1915–1919 i Weimar och senare bland annat i Dessau och Paris. Hans debututställning 1920 med expressionistisk grafik var präglad av dystra upplevelser från tiden i Tyskland. På 1920-talet tog han intryck av André Derain och André Lhote i Paris och målade då i en brungrå asketisk färgskala med tonvikt på formen, som ofta var grovt tillyxad med kraftiga konturer. Hans motivkrets omfattade stilleben, nakenakter, porträtt och landskap. 
Brandt är representerad, bland annat med ett stilleben på Nasjonalgalleriet i Oslo och med ett självporträtt på Gävle museum.